# Ségalas (Hautes-Pyrénées)
Ségalas ist eine französische Gemeinde mit 81 Einwohnern (Stand 1. Januar 2022) im Département Hautes-Pyrénées in der Region Okzitanien. Sie gehört zum Kanton Val d’Adour-Rustan-Madiranais und zum Arrondissement Tarbes. 

## Lage
Sie ist umgeben von folgenden Nachbargemeinden:
| Ansost | Barbachen                                   |                      |
| Liac   | Kompassrose, die auf Nachbargemeinden zeigt | Haget                |
|        | Sarriac-Bigorre                             | Rabastens-de-Bigorre |

## Bevölkerungsentwicklung
| Jahr                      | 1962 | 1968 | 1975 | 1982 | 1990 | 1999 | 2008 | 2016 |
| ------------------------- | ---- | ---- | ---- | ---- | ---- | ---- | ---- | ---- |
| Einwohner                 | 139  | 121  | 107  | 113  | 109  | 96   | 89   | 82   |
| Quelle: Cassini und INSEE |      |      |      |      |      |      |      |      |